# عبد اللطيف خضر الخضر

## السيرة الذاتية
ولد الكاتب عبد اللطيف خضر خليفة عبد اللطيف الخضر  في الكويت حي المرقاب في 16 نوفمبر 1950م.
أحب الكتابة منذ الصغر، وقرأ العديد من الروايات والقصص القصيرة لكتاب محليين وعرب.
بدأ الكتابة عام 1976مم حيث نشر قصنته الأولى في جريدة الرأي العام، وهي بعنوان - الغريب بتاريخ 25/7/1987م، وانتهت المجموعة القصصية في 16/4/1989م.
يقول الكاتب عبد اللطيف الخضر كان الفضل في تشجيعي وظهوري على الساحة الأدبية الأديب والشاعر الكبير الاستاذ فاضل خلف، كما يعود الفضل لأساتذتي في رابطة الأدباء في الكويت
وعندما كان الأمين العام لرابطة الادباء الشاعر الدكتور عبد الله العتيبي قبلت عضوأ في رابطة الأدباء عام 1993م
يساهم في النشاطات الثقافية عن طريق مواصلة الحضور للامسيات والندوات الأدبية والشعرية.
يسعى لبناء أسلوبه الأدبي وتحسين قدرته الفنية في كتابة الروايات القصيرة، ويرغب بالاستصرار والتطور وتنويع الفكرة لمعالجة قضايا المجتمع.

## مؤلفاته
1. اليوم المجيد (قصص قصيرة)، صدرت عام 1990م.
2. أحلام في مهب الريح (رواية)، صدرت عام 1992م.
3. جنكيز خان تحت الأبراج (رواية) صدرت عام 1992م. مطابع الخط - الكويت
4. وجنت الشمس إلى المغيب (رواية) صدرت عام 1995م مطابع الخط - الكويت